# リアルサイズ古生物図鑑
『リアルサイズ古生物図鑑』（リアルサイズこせいぶつずかん）は、2018年から2020年にかけて発売された日本の古生物図鑑シリーズ。第1巻は古生代、第2巻は中生代、第3巻は新生代の生物を扱っており、現代の世界に実物大の古生物を置いたと仮定するグラフィックと共に紹介されている。
著者は土屋健。監修は群馬県立自然史博物館が担当した。本作から派生したアニメーション作品も製作中である。

## 内容
古生物のサイズ感を実感できる本として製作された。そのため、根拠のある大きさの情報が判明していることを前提に、土屋や監修者の好みの生物の他に、一般読者にも伝わるよう教科書や企画展などで見かける機会の多い有名な生物が採用されている。掲載される生物の体色は色素が保存されているものや構造色を強く示唆するものでない限り、現実的な範囲でイラストレーターに一任されている。また、ページをめくった際に生物のサイズ感の差を感じられることが土屋の意図として込められている。
魚市場で売られているアノマロカリスや横断歩道を渡るアースロプレウラといった、現代の日常に絶滅した古生物が溶け込んでいる様子が全編を通して掲載されており、SNSを中心にインターネット上で話題を呼んだ。グラフィックはサイズ感の他に物語性や科学的意義を重視して土屋が提案した三〜五案に基づき、製作チームが絞り込んで決定した。

## 掲載された主な生物
『リアルサイズ古生物図鑑』には各巻につき100種前後の古生物が掲載されている。全て羅列すると300種近い膨大な量になるため、本項では既にインターネット上で情報が公開されている生物のみ50音順に紹介する。
| 古生代編 - アースロプレウラ - アサフス・コワレフスキー - アノマロカリス - アランダスピス - イクチオステガ - エノプロウラ - エリオプス - オットイア - オレノイデス - カメロケラス - カルニオディスクス - カンブロパキコーペ - キンベレラ - クリマティウス - シダズーン - シファッソークタム - スクトサウルス - スリモニア - ティクターリク - ディクトドン - ディプロカウルス - ディメトロドン - トゥリモンストゥルム - ドレパナスピス - ネクトカリス - ハルキエリア - ブロントスコルピオ - マーレラ - ミグアサイア | 中生代編 - アーケオプテリクス - アロサウルス - ウタツサウルス - エオマイア - ギガノトサウルス - ゲロトラックス - シリンガサウルス - ディロング - トゥパンダクティルス - トリアドバトラクス - トリケラトプス - ナジャシュ - ニッポニテス - ハボロテウティス - フタバサウルス - プロトケラトプス - プロトスクス - マメンチサウルス - モルガヌコドン - ユウティラヌス - リストロサウルス - リトロナクス | 新生代編 - アメリカマストドン - アルクトドゥス - アンドリューサルクス - カリコテリウム - ゴンフォテリウム - ジョセフォアルティガシア - ステゴドン - スミロドン - ダイアウルフ - デイノテリウム - ティタノボア - ディプロトドン - ナウマンゾウ - パラケラテリウム - バルボロフェリス - フィオミア - プラティベロドン - ペラゴルニス - ホラアナグマ - マチカネワニ - マンモス - クレタマンモス - ケナガマンモス - コロンビアマンモス - ミアキス - メガロドン - メガンテレオン - メタイルルス - モエリテリウム - レプトキオン |

## 展開
発売を記念したイベントは2019年6月に東京都新宿区、7月に大阪府大阪市中央区（なんばマルイ）、8月に東京都千代田区有楽町で開催された。マグカップやトートバッグ、キーホルダーをはじめとする各種グッズが販売されたほか、アノマロカリスやクリマティウスなどの生物の模型も書籍内の写真を再現する形で展示された。
群馬県立自然史博物館で2020年に開催された企画展「空にいどんだ勇者たち」では本作のパネル展示が用意された。同展は7月2日から12月6日まで開催された。また、第3巻の発売を記念して同年10月には日本全国188店舗の書店でB6サイズのクリアファイルが特典として配布された。クリアファイルのデザインにはペラゴルニス、ジョセフォアルティガシア、アンドリューサルクスが採用された。

## 反響
2019年6月時点で発行部数は6万部、第2巻が発売された2019年7月末時点で第1巻と第2巻を合わせて8万6000部に達した。第1巻はAmazonランキング総合第1位を記録し、一時は予約不可能な状況に陥ったほか、有志の埼玉県の高等学校図書館司書が開催した埼玉県高校図書館フェスティバルにおいて「埼玉県の高校司書が選んだ イチオシ本2018」第1位となった。
後述するアニメ『ジュラしっく!』の企画プロデューサー伊藤志穂は本書について「古生物といえば、アースカラーで描かれていて、横に説明文が添えてあるイメージだったのですが、この本はそうではなかった。派手で明るい色使いだし、見たことのない生物が実際のサイズで私たちの街に潜んでいる。」と語っている。作家の宮部みゆきはシリーズについて「実写とCGの絶妙な組み合わせで、古生物を実在する「そのへんの生きもの」として見せてくれる図鑑だった」と語り、「2020年の3冊」の1つとして第3巻を選出した。

## アニメ作品
東映アニメーションが若手スタッフによる企画の発案・実行プロジェクトを発足させた際、当時総務室に所属していた伊藤志穂は『リアルサイズ古生物図鑑』にインスパイアされ、新しい世界設定とストーリーを持つオリジナルアニメ『ジュラしっく!』の製作を開始した。製作には土屋も参加した。男子高校生の素直と女子高校生の苺を主人公に、古生物が突如出現した現代日本の様子が描かれている。
同作は2019年に第32回東京国際映画祭にて1958年のアニメ映画『白蛇伝』デジタルリマスター版の上映前イベントとしてショートムービーが上映され、2020年1月13日には新宿で初の公開イベントが開催された。放映時期は未定。
『ジュラしっく!』は『リアルサイズ古生物図鑑』に逆輸入もされており、第3巻のタカハシホタテ（フォルティペクテン・タカハシイ）の紹介のページでは苺が描画されている様子が見られる。

### キャスト
- 石橋陽彩 - 素直役[28]
- 白石晴香 - 苺役[28]

### スタッフ
- 企画：鷲尾天、伊藤志穂[28]
- 監督：石谷恵[28]
- 作画監督：山本拓美[28]
- 美術監督：倉橋隆[28]
- 色彩設計：西村美彩[28]
- 音楽：笹川真生[28]
- 古生物アドバイザー：土屋健[28]

## 書誌情報
- 著者：土屋健、監修：群馬県立自然史博物館『リアルサイズ古生物図鑑』技術評論社、全3巻
  1. 2018年8月4日発行、ISBN 978-4774199139
  2. 2019年8月3日発行、ISBN 978-4297106560
  3. 2020年10月10日発行、ISBN 978-4297115142